# Salzwasser (Roman)
Salzwasser (1999, englisch Salt Water, 1998) ist der fünfte Roman des US-amerikanischen Autors Charles Simmons (1924–2017). Wie sein erstes Werk, der mit dem Faulkner Award preisgekrönte Roman Eipulver (1967), engl. Powdered Eggs (1964), wurde auch er schon bald nach Erscheinen von der Kritik in den USA, Frankreich und Deutschland enthusiastisch gelobt.
Salzwasser beginnt mit dem verblüffenden, mittlerweile legendär gewordenen Satz: „Im Sommer 1963 verliebte ich mich, und mein Vater ertrank“ und ist, wie Simmons einleitendes Zitat bereits andeutet, eine Hommage an Turgenews über einhundert Jahre früher erschienene Erzählung Erste Liebe, russ. Первая любовь (1860).

Skizze vom Ort der Handlung

## Inhalt
(Die Seitenzahlenangaben der folgenden Abschnitte beziehen sich auf die unten angegebene, im dtv-Verlag erschienene Romanausgabe.)

Für potentielle Leser, die sich die Spannung ihrer eigenen Lektüre nicht durch eine allzu detaillierte Inhaltswiedergabe verderben lassen wollen, verrät der Klappentext des Buches nur Folgendes: „Wie jedes Jahr verbringt Michael den Sommer mit seinen Eltern am Atlantik. Doch diesmal gibt es eine Veränderung: Ins Nachbarhaus zieht die verführerische Mrs. Mertz mit ihrer zwanzigjährigen Tochter Zina ein. Die Offenheit der beiden Frauen fasziniert nicht nur Michael. Augenblicklich verliebt er sich in die schöne Zina und ist ihren Kaprizen hilflos ausgeliefert. Als er jedoch seine romantischen Gefühle grausam verraten sieht, bricht für Michael die unschuldige Welt der Kindheit zusammen.“

### Handlung

Atlantikküste einer Halbinsel
in Neuengland (New Jersey)

Schauplatz der Geschichte ist eine kleine, langgestreckte, sandige Halbinsel am nordamerikanischen Atlantik, auf der einige wenige Ferienhäuser stehen, in denen immer dieselben Besitzer aus der nahegelegenen Stadt jeden Sommer ihren Badeurlaub verbringen. So auch der fünfzehnjährige Michael mit seinen Eltern. Zunächst geht es nur um das freundschaftliche Verhältnis zu seinem sportlichen Vater Peter, einem jung gebliebenen Lebenskünstler und Frauenhelden, der, selbst ein guter Segler und eine ausgesprochene Wasserratte, seinen Sohn abhärten und zum mutigen Mann erziehen will und dabei gelegentlich über das Ziel hinausschießt. Etwas zu leichtsinnig riskiert er, zum Kummer der sehr viel vorsichtigeren und vernünftigeren Mutter, manchmal zu viel, ja bringt seinen Sohn einmal sogar in akute Lebensgefahr, als die beiden einen Schwimmausflug auf eine der Küste vorgelagerte Sandbank unternehmen.
Die Situation ändert sich, nachdem zwei schöne Frauen, die selbstbewusste junge Zina und Mrs. Mertz, ihre lebenslustige und freizügige Mutter, im benachbarten Gästehaus Quartier bezogen haben. Während Mrs. Mertz prompt mit Peter zu flirten beginnt, verliebt Michael sich Hals über Kopf in Zina. Allerdings aussichtslos, denn die Zwanzigjährige fühlt sich dem Fünfzehnjährigen an Erfahrung haushoch überlegen. Doch findet sie ihn sympathisch, widmet ihm viel Freizeit und erklärt ihm geduldig ihr Hobby, das Fotografieren. Er wird zu ihrem gelehrigen, da verliebten Schüler, dem sie, aufgrund seiner treuherzigen Unschuld und Natürlichkeit, bald mehr Vertrauen entgegenbringt als ihren sich weltmännisch gebenden Freunden aus der Stadt, die zu einer Stippvisite auf die Insel kommen. Obwohl Michael an vielen Kleinigkeiten und Gesten spürt, dass er für sie als Liebhaber nicht in Frage kommt, lässt er sich nicht entmutigen und gibt für sie sogar seiner alten und treuen Freundin Melissa den Laufpass, nachdem er deren Anhänglichkeit schnöde missbraucht hat. Und als sich Zina eines Tages um Hilfe ringend an ihn wendet und ihm gesteht, sie sei in Gefahr und er müsse sie schützen, denn „sie verliere die Beherrschung“ (94), bezieht er dies irrtümlich auf sich und macht sich neue Hoffnungen. Umso überraschender kommt für ihn die (nicht zuletzt durch seinen zynischen Freund Hillyer vorbereitete) Entdeckung, dass Zina nicht ihn, sondern heimlich und unglücklich seinen Vater liebt. Wie hörig sie diesem bereits ist, erkennt er, als er den beiden eines Tages auflauert und beobachtet, wie sein Vater sie abzuwehren versucht, ihr eine Ohrfeige gibt und sie sich danach mit der Hand über die Wange fährt und deren Innenseite küsst (116). Bitter enttäuscht droht er, ihr Geheimnis zu verraten, und erpresst Zina, mit ihm zu schlafen.
Peter merkt an Michaels einsilbigem Verhalten, dass er mit etwas hinter dem Berge hält. Als Vater und Sohn nach dem großen Strandfest, das die Sommersaison beendet, die Gäste mit ihrem Segelboot zum Festland gebracht haben, kommt es auf der Rückfahrt zur Aussprache zwischen Vater und Sohn. Michael brüstet sich damit, mit Zina geschlafen zu haben, sein Vater „belegte das Großsegel, so daß das Boot im Wind stand, und erhob sich. […] Dann dachte ich, er würde mich schlagen. Er wirkte riesengroß. Ich riß das Steuerruder herum. Der Großbaum schwang über das Deck, langsam zunächst, dann schneller. Vater versuchte sich zu ducken, aber der Baum schlug ihm gegen den Kopf, so daß er rückwärts über Bord ging und verschwand.“ (131) – Drei Seiten später heißt es lapidar: „Vater wurde nicht gefunden, daher hatten wir auch keine Beerdigung.“

Der Erzähler hat die Affäre nie ganz überwunden. Sie hat ihn nie richtig erwachsen werden lassen. Der Roman schließt mit den Worten: „Ich bin jetzt älter als mein Vater bei seinem Tod. Warum ich mich immer noch fühle wie ein Kind, weiß ich nicht.“

## Form
Der betont emotionslose Tenor des Romans, erinnert an den nouveau roman und entspricht der Ernüchterung des durch sein Jugenderlebnis geprägten, inzwischen fünfzigjährigen Erzählers. Ähnlich wie mit dem für diesen Ton symptomatischen und zu Recht berühmten ersten Satz des Romans (Im Sommer 1963 verliebte ich mich, und mein Vater ertrank) gelingt es Simmons mit solchem Erzählduktus, seine Liebesgeschichte trotz ihrer teils rührseligen Thematik frei von kitschiger Larmoyanz und Sentimentalität zu halten und gleichzeitig sowohl dem unbekümmerten Naturell des jungen wie auch dem abgeklärten Charakter des erwachsenen Michael gerecht zu werden.

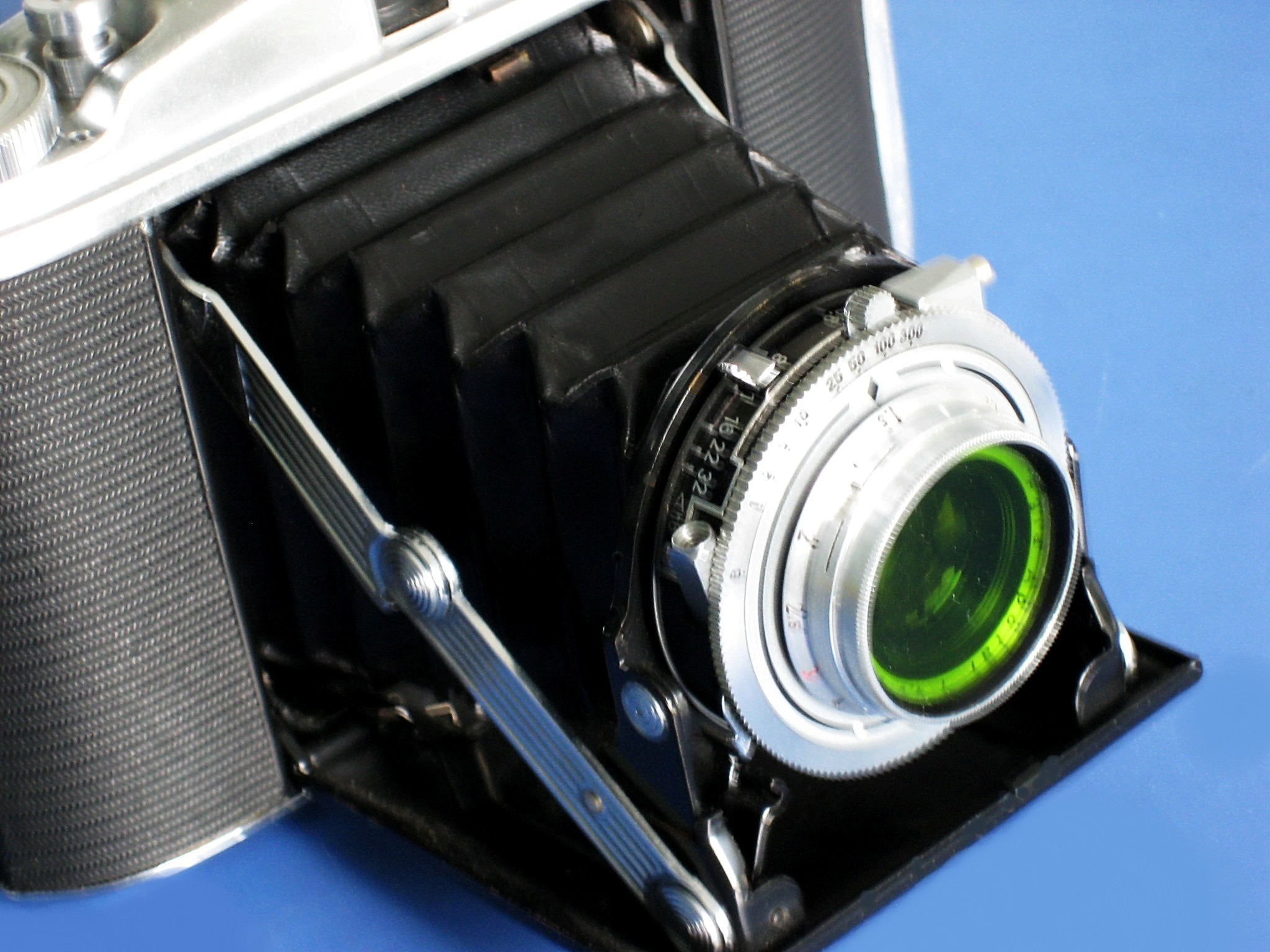
Typischer Fotoapparat von 1963

Diesem sachlichen Stil entspricht die zentrale Rolle, die das Fotografieren für Zina spielt. Das objektive Bild der Kamera, künstlerisch manipuliert durch den Blickwinkel des Fotografen, spiegelt die zentrale Botschaft des Romans: Alles hängt vom Betrachter, alles von der Perspektive ab. Ob alt oder jung, ob Mann oder Frau, ob liebend oder geliebt, ob Täter oder Opfer – all das bestimmt die Anschauungen, die Weltsicht und entscheidet letztlich über Glück und Unglück.

Zina will zum Beispiel das Dünengras ablichten „so wie Gott es geschaffen habe. […] Sie machte Photos aus allen möglichen Blickwinkeln. Aus der Vertikalen, der Horizontalen, und ihr Objekt schräg umkreisend. Dabei bewegte sie sich schnell und selbstsicher.“ (20) Und sie fordert auch Michael auf, schnell zu arbeiten „ohne nachzudenken“, um ihn zu mehr Spontaneität zu erziehen. „Du darfst nicht denken dabei. Das ist das Schlimmste. Das Auge denkt nicht, es schaut. Aber du kannst auch nicht einfach klick, klick, klick machen. Die Kamera muß mit etwas in deinem Inneren verbunden sein, so wie dein Auge.“ (21)

Zina glaubt sich irrtümlich mit ihren zwanzig Jahren schon erfahren genug, um übers Fotografieren zu Michaels Lehrerin in Sachen Liebes- und Lebenskunst werden zu können, muss aber letztlich in ihrem unglücklichen Verhältnis zu Peter erleben, wie sie selbst wieder zur hilflosen Schülerin wird.

Der Kombination von nüchterner Sprache und eingeschränkter Erzählperspektive verdankt der Roman außerdem einen Großteil seiner Spannungsmomente. Auf diese Weise bleibt auch die Antwort auf die Frage nach der Schuld am geheimnisvollen Tod des Vaters in der Schwebe. Hat Michael das Ruder mit Absicht oder im Affekt herumgerissen? War es Notwehr oder ein Unfall, was seinen Vater über Bord schleuderte? Ja, selbst die allgemein akzeptierte Tatsache, dass der Vater tatsächlich zu Tode kam, gerät ins Wanken. Denn die Formulierungen des Textes scheint hier ebenfalls sehr lapidar und zurückhaltend: „Vater wurde nicht gefunden.“ (134) – „Wir waren beide gute Schwimmer.“ - „Er war eine richtige Wasserratte.“ (12) Sollte der versierte Segler, von dem es im Nachruf heißt, er sei „1919 in Neptune [!] geboren“, wirklich in seinem ureigenen Element umgekommen sein – oder sich nicht doch bei dieser passenden Gelegenheit (von seiner ständig eifersüchtigen Frau und dem nunmehr erwachsen gewordenen und zum Rivalen gereiften Sohn) abgesetzt und aus jeder weiteren Verantwortung gestohlen haben? Der objektive Kamerablick lässt solche Fragen offen.

## Textausgaben
- Charles Simmons, Salt Water. Chronicle Books, San Francisco, 1998.
- Charles Simmons, Salzwasser. C. H. Beck’sche Verlagsbuchhandlung (Oscar Beck), München, 1999. ISBN 3-406-45291-4 (Übersetzt von Susanne Hornfeck)
- Charles Simmons, Salzwasser. Deutscher Taschenbuchverlag GmbH & Co KG (dtv), München, 2004 (6. Auflage). ISBN 3-423-12900-X